# ASM Clermont Auvergne
El ASM Clermont Auvergne, conocido anteriormente como Association Sportif Montferrandaise o AS Montferrand es un equipo francés profesional de rugby con sede en la ciudad de Clermont-Ferrand y que disputa el Top 14, la máxima competición de aquella nación.

## Historia
La asociación deportiva ASM Clermont Auvergne es un club de rugby a XV francés de la ciudad de Clermont-Ferrand que actualmente preside René Fontès. El primer equipo, entrenado por el neozelandés Vern Cotter desde 2006, juega en la División de Honor del campeonato francés, Top 14, y también compite en la Copa de Europa “Heineken Cup”.
El club fue creado en 1911 por Marcel Michelin y accedió a la élite en 1925, no habiéndola dejado desde entonces. Este club tiene la particularidad de haber llegado a la final del Campeonato de Francia en 10 ocasiones entre 1936 y 2009, no consiguiendo el trofeo en ninguna. En 2010, el ASM consiguió por fin ganar su primer “Bouclier de Brennus”, es decir, ser el campeón del Top 14. Además, el ASM ha conseguido entre otros éxitos, ganar en 2 ocasiones la "European Challenge Cup", segunda competición europea.
En octubre del año 1911, bajo la supervisión de Marcel Michelin unos jóvenes apasionados de deporte toman la decisión de crear un club polideportivo en la ciudad de Clermont-Ferrand (Capital de la región Auvernia). Desde el comienzo el club incluye una sección “rugby” al lado de una sección “fútbol” y “cross-country”. Poco tiempo después el club polideportivo incluyera unas secciones ciclismo, petanca, esgrima y tenis.
Al principio el club se llamaba Asociación Deportiva Michelin (o Association Sportive Michelin) llevando el nombre de la muy famosa fabrica de cauchos de la ciudad del centro de Francia. Todavía, el uniforme que los jugadores llevan puesto es Amarillo y Azul, los colores de la firma francesa. En 1922, obedeciendo a una ley francesa el club cambia de nombre por Asociación Deportiva de Montferrand (Nombre del barrio de la ciudad donde están todavía las fábricas Michelin).
En 1925, venciendo el Biarritz Olympique en la entonces llamada División de Honor el club de Auvernia sube en primera división francesa. Una división que nunca dejara.
De una forma extraña y a pesar de sus 10 finales. Nunca el club consigo a ser Campeón de Francia.
El 10 de mayo de 1936 el club pierde su primera final frente al Racing-Club de Narbona, y también perdió al mismo nivel de la competición frente al CS Vienne.
Regresara dos veces en los años setenta en final: contra el La Voulte Sportif (1970) y el Beziers (1978). Sin éxito.
En los años 1990 y 2000 el club pierde tres finales más frente al supercampeón: El Stade Toulousain. (1994, 1999 y 2001).En Francia, la afición empieza a mirar el club de Clermont-Ferrand como un club de eternales perdedores.
Seis años después el club vuelve en la final del Top 14 (después de haber vencido el Stade Toulousain en semifinal) frente al Stade Français París, el club parisino había conseguido a ser en primera posición de la primera jornada de la fase regular hasta la última. El primer tiempo está a favor del equipo de Auvernia y todo el mundo cree que por fin el ASM Clermont-Auvergne va a llevar su primer Escudo de Brennus en el centro de Francia, pero al final el club parisino derrotó el club de Clermont-Ferrand.

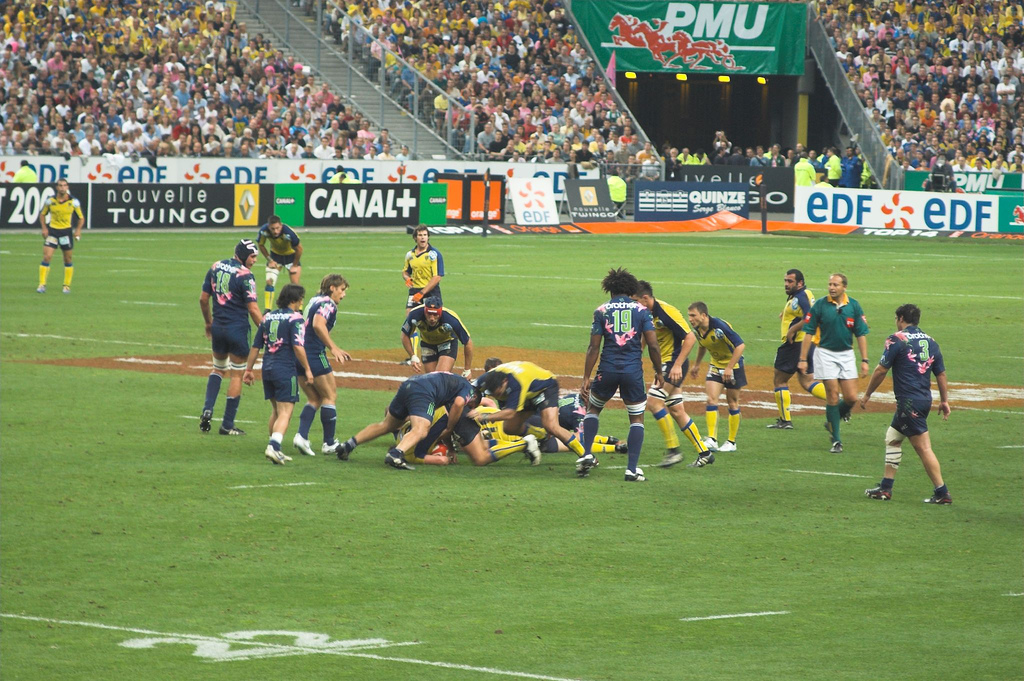
Final del Top 14 en el Stade de France: ASM Clermont Auvergne en amarillo y Stade Français París en azul

### Nombre
Al principio de los años 2000, el club se vuelve a llamar los Vulcans en referencia a los numerosos volcanes de la región de Auvernia y también a un proceso de fabricación de los cauchos. La afición piensa que este nombre no corresponde a la cultura francesa del club (son los anglosajones que dan nombres de guerra a sus clubes) y en el 2004, la dirección llama entonces el club: ASM Clermont-Auvergne.
El club tiene la particularidad de ser uno de los pocos clubes profesionales que no pertenecen a las regiones del Suroeste del país y cuenta con uno de los aficiones más numeroso de Europa ya que por la gente de Auvernia el ASM es el club más representativo de la región.

### Trofeos
Sin embargo, el club consigue al largo del tiempo pasado en primera división a obtener unos trofeos de segunda importancia: Gana tres veces el muy importante Challenge Du Manoir, una copa de Francia en el 2001 frente al FC Auch, y dos Challenge Europeo (1999 y 2007) frente respectivamente al Harlequins y al Bath (ambos clubes de Inglaterra).

### Rivalidades
Es con el Club Athlétique Brive-Corrèze que el ASM Clermont mantiene la rivalidad más intensa. Este gran clásico del Campeonato de Francia reúne a los clubes insignia de dos regiones, Lemosín para Brive, Auvernia para Clermont. La noción de derby proviene del hecho de que estas dos regiones, que limitan entre sí, están culturalmente lo suficientemente cerca. En términos deportivos, son los Clermontois los que tienen el mejor registro frente a las confrontaciones.

## Palmarés

### Torneos internacionales
- European Rugby Challenge Cup (3): 1998–99, 2006–07 y 2018-19
- Subcampeón Copa de Campeones Europeos de Rugby (3): 2012-13, 2014-15, 2016-17
- Subcampeón European Challenge Cup (1): 2003–04

### Torneos Nacionales
- Top 14 (2): 2009–10 y 2016–17.
- Segunda División (1): 1924-25
- Desafío Yves du Manoir (4): 1938, 1976, 1986, 2001.
- Subcampeón Top 14 (12): 1935-36, 1936-37, 1969-70, 1977-78, 1993-94, 1998-99, 2000-01, 2006-07, 2007-08, 2008-09, 2014-15, 2018-19